# Reikiprincipes

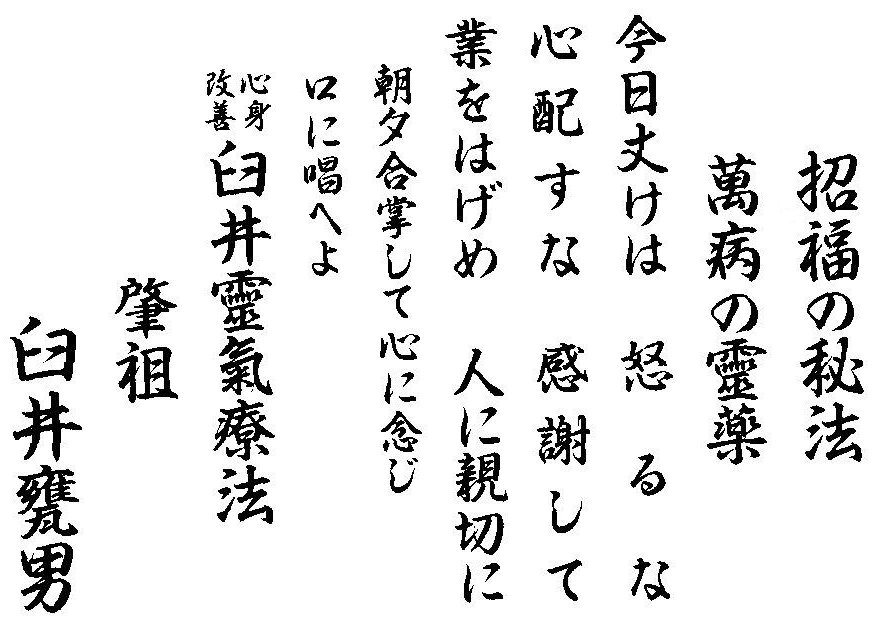
De 5 Reikiprincipes geschreven door Mikao Usui

Beoefenaars van Reiki trachten te leven naar een vijftal natuurwetten. Deze komt men, op verschillende plaatsen, in verschillende bewoordingen tegen. Om een zo volledig mogelijke indruk te geven van de bedoeling erachter, volgen hier een aantal versies:
1. Maak je, slechts vandaag, niet kwaad
2. Maak je, slechts vandaag, geen zorgen
3. Eer je ouders, leraren, ouderen en voorouders
4. Verdien je brood op een eerlijke manier
5. Toon dankbaarheid aan al wat leeft

(zoals opgetekend in een dagboek van Hawayo Takata, degene die reiki als eerste vanuit Japan introduceerde in het Westen :)
1. Just for today--Thou Shalt not Anger
2. Just for today--Thou Shalt not Worry
3. Thou shall be grateful for thy many blessings
4. Earn thy livelihood with honest labor
5. Be kind to thy neighbors

In hun eenvoudigste vorm komt men ze tegen als:
Voor vandaag:
1. maak je niet boos;
2. maak je geen zorgen;
3. toon waardering;
4. werk hard;
5. wees vriendelijk.

Het oorspronkelijke Japans luidde als volgt :
Kyō dake ha (je schrijft “ha” maar zegt “wa”)
1. Ikaru na (of: okuru na)
2. Shinpai suna
3. Kansha shite
4. Gō wo hageme
5. Hito ni shinsetsu ni

Volgens de reiki-leer zijn deze regels de sleutel tot een vredig en gelukkig leven.
Ze zijn, als morele basis, vergelijkbaar met de leefregels uit andere spirituele disciplines, en hebben tot doel het menselijk functioneren "op te tillen naar een hoger niveau", en daarmee het menselijk wezen te zuiveren, zodat de levensenergie er vrijelijk doorheen kan stromen.
De toevoeging: "slechts vandaag", komt voort uit de gedachte dat men dit soort idealen enkel stapje voor stapje kan benaderen. Men wordt aangespoord dit te doen in het enige moment dat werkelijk bestaat, het Nu.
Dit voorkomt tevens dat men de principes als een "last" gaat beschouwen, in plaats van als een leidraad, om aan zichzelf te werken.
Mikao Usui zei hierover:
..."Als de mensheid het juiste pad wil bereiken, moeten we volgens deze beginselen leven. Dat betekent dat we ons lichaam en onze geest door oefening verbeteren. Om dit te kunnen doen, helen we eerst onze geest. 
Daarna maken we het lichaam gezond. Wanneer onze geest zich op het heilzame pad van eerlijkheid en integriteit beweegt, wordt het lichaam als vanzelf gezond. Dus lichaam en geest zijn één en daardoor leven we ons leven in vrede en geluk. We helen onszelf en de kwalen van anderen; daarbij ons eigen levensgeluk en dat van anderen te vergroten en versterken: ... dat is het doel van Usui Reiki Ryoho."